# Troglosiro dogny
Espèce
Troglosiro dogny est une espèce d'opilions cyphophthalmes de la famille des Troglosironidae.

## Distribution
Cette espèce est endémique de Nouvelle-Calédonie. Elle se rencontre sur le plateau de Dogny.

## Étymologie
Son nom d'espèce lui a été donné en référence au lieu de sa découverte, le plateau de Dogny.

## Publication originale
- Giribet, Baker & Sharma, 2021 : « A revised phylogeny of the New Caledonian endemic genus Troglosiro (Opiliones : Cyphophthalmi : Troglosironidae) with the description of four new species. » Invertebrate Systematics, vol. 35, no 1, p. 59–89.